# Karl Hartwig Gregor von Meusebach

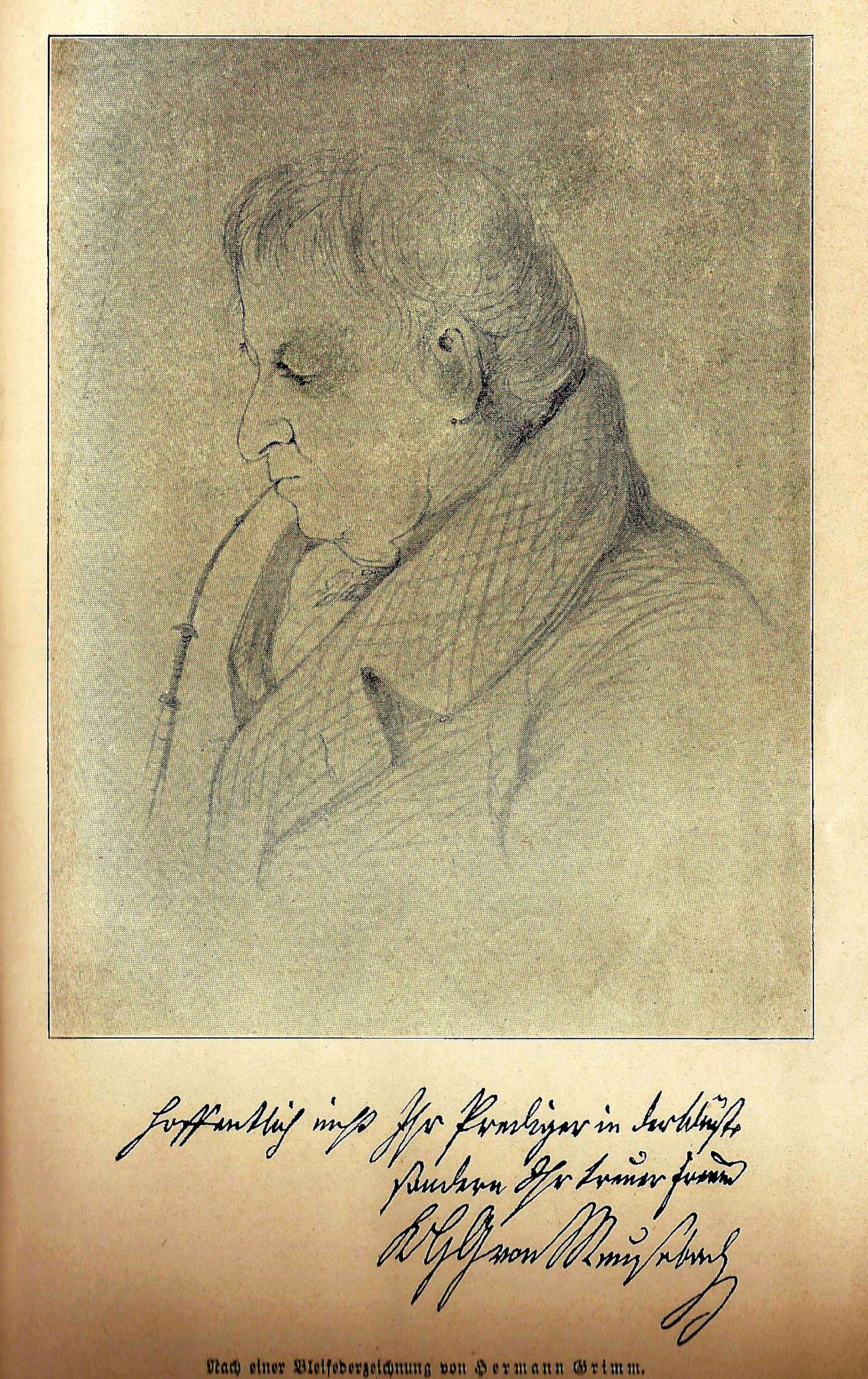
Karl Hartwig Gregor Freiherr von Meusebach

Karl Hartwig Gregor von Meusebach, getauft als Carl Hartwig Gregorius von Meusebach, Pseudonyme: Alban; Markus Hüpfinsholz, Rufname: Karl (* 6. Juni 1781 in Neubrandenburg; † 22. August 1847 in Geltow) war ein deutscher Jurist, Literaturwissenschaftler und Bibliophiler.

## Leben
Er stammte aus dem thüringischen Adelsgeschlecht von Meusebach und war der Sohn des anhalt-zerbstischen Kammerrates Christian Carl von Meusebach, der zur Regelung von Erbangelegenheiten der adeligen Familie Hahn einige Zeit in Neubrandenburg weilte, wo Karl Hartwig Gregor von Meusebach geboren und in der Wohnung der Eltern evangelisch getauft wurde. Teile der Schulzeit verbrachte er u. a. in Roßleben. Nach Überlieferungen hatte er dort keine angenehme Zeit. Anschließend begann die Studienzeit. 
Karl Hartwig Gregor von Meusebach studierte in Göttingen, noch vor Abschluss des vierten Semesters dann an der Universität Leipzig. In den Ferien besuchte Meusebach Familie und Verwandte und machte reisen durch Thüringen und den Harz. 1803 trat als Kanzleiassessor zu Dillenburg in den preußischen Staatsdienst, aus dem er als Präsident des rheinischen Kassationshofs 1842 schied. Er war ein enger Freund der Brüder Jacob und Wilhelm Grimm und förderte junge Wissenschaftler und Autoren, unter anderen Heinrich Hoffmann von Fallersleben. Er war ein Kenner der deutschen Literatur und sammelte wertvolle Drucke von Martin Luther bis ins 19. Jahrhundert. Sammelschwerpunkte waren die Literatur des 17. Jahrhunderts und das deutsche Kirchenlied. Seine Bibliothek wurde 1849 von der preußischen Regierung angekauft und Teil der Königlichen Bibliothek zu Berlin.
Otfried Hans von Meusebach war sein Sohn, 1806 geboren, Tochter Sidonie kam 1805 zur Welt, Ernestine von Witzleben wurde 1804 seine Ehefrau.
Seine Schwester Amelie heiratete Johann Heinrich Samuel von der Schulenburg. Bis zur Scheidung besaßen sie das kleine Gut Nonnendorf bei Dahme/Mark.
Sein Grab mit schmiedeeisernem Kreuz und Gitter auf dem Kirchhof der Dorfkirche von Geltow ist erhalten.

## Ehrung
Die Meusebach-Grundschule in Geltow trägt den Namen Karl Hartwig Gregor von Meusebachs.

## Schriften (Auswahl)
- Alban: Kornblumen. Krieger, Marburg 1804. (Digitalisat)
- Markus Hüpfinsholz: Geist aus meinen Schriften. Durch mich selbst herausgezogen, und an das Licht gestellt. Jägersche Buch-, Papier und Landkartenhandlung, Frankfurt a. M. 1809. (Digitalisat)
- Jacob Grimm (Hrsg.): Zur Recension der deutschen Grammatik. Unwiderlegt herausgegeben. Bohné, Kassel 1826. (Digitalisat)
- Camillus Wendeler (Hrsg.): Fischart-Studien. Niemeyer, Halle 1879 (mit ausführlichem Vorwort, Digitalisat)
- Camillus Wendeler (Hrsg.): Briefwechsel des Freiherrn Karl Hartwig Gregor von Meusebach mit Jacob und Wilhelm Grimm. Nebst einleitenden Bemerkungen über den Verkehr des Sammlers mit gelehrten Freunden, Anmerkungen und einem Anhang von der Berufung der Brüder Grimm nach Berlin. Henninger, Heilbronn 1880. (Digitalisat) [Neudruck: Saendig, Walluf (b. Wiesbaden) 1974. ISBN 3-500-28980-0.]